# Coelioxys joergenseniana
Coelioxys joergenseniana är en biart som beskrevs av Holmberg 1916. Coelioxys joergenseniana ingår i släktet kägelbin, och familjen buksamlarbin. Inga underarter finns listade i Catalogue of Life.